# حملات التعريب البعثي في شمال العراق
حملات التعريب في شمال العراق شملت التهجير القسري والتعريب الثقافي للأقليات الكردية، والتركمانية والآشورية والكلدانية وذلك تمشيا مع السياسات الاستعمارية الاستيطانية التي تقودها الحكومة البعثية في العراق من عقد الستينيات إلى أوائل القرن الحادي والعشرين من أجل تحويل التركيبة الديمغرافية لشمال العراق نحو الهيمنة العربية. حزب البعث في عهد صدام حسين شارك في الطرد الفعلي للأقليات منذ منتصف عقد السبعينيات فصاعدا. في عامي 1978 و 1979 حُرِقت وهدمت حوالي 600 قرية كردية ورحلت وهجرت حوالي 200 ألف كردي إلى أجزاء أخرى من العراق.
وقعت هذه الحملات خلال النزاع العراقي الكردستاني بدافع من الصراع العرقي والسياسي الكردي العربي. يشار إلى السياسة البعثية التي عملت تلك الأحداث أحيانا باسم «الاستعمار الداخلي» الذي وصفه فرانسيس كوفي أبيو بأنه برنامج تعريب «استعماري» بما في ذلك عمليات الترحيل الكردية الواسعة النطاق والاستيطان العربي القسري في شمال العراق.

## الخلفية
إن طوائف اليزيديين والشبك والمندانيين والآشوريين هم أقليات عرقية دينية في العراق كانت تسكن في شمال العراق وما زالت تتألف من عدد كبير من السكان هناك في أوائل القرن الحادي والعشرين وذلك تمشيا مع المجموعات العرقية الأكثر بروزا الأكراد والعرب.
في ظل النظام الملكي الهاشمي والنظام الجمهوري اللاحق حدث التمييز ضد اليزيديين وشملت التدابير المطبقة مصادرة الأراضي والقمع العسكري بالإضافة إلى الجهود الرامية إلى تجنيدهم بقوة في الجيش العراقي ضد تمرد الحركة الكردية.

## السياسات

### نزوح الأقليات والمستوطنات العربية
في عام 1975 ولغرض إخماد الصراع المسلح للأكراد بقيادة مصطفى البارزاني الذي كان يُدعم من شاه إيران محمد رضا بهلوي وقع العراق اتفاقية الجزائر مع إيران، للتفرغ لمواجهة المتمردين من الأكراد واليزيديين، ومواجهتهم بعدة عقوبات ومنها القمع والتهجير وتدمير القرى وإبعاد السكان والترحيل. كان حجم النزوح الكردستاني في الشمال خلال منتصف عقد السبعينات يحدث في معظمه في منطقتي شيخان وسنجار على الرغم من أنه شمل أيضا مناطق أخرى تمتد من بلدة خانقين. أدت الإجراءات القمعية ضد التمرد الكردي التي نفذتها الحكومة بعد اتفاقية الجزائر عام 1975 إلى اشتباكات جديدة بين الجيش العراقي والمتمردين الأكراد في عام 1977. وفي عامي 1978 و 1979 أحرقت 600 قرية كردية وهجرت نحو 200 ألف كردي إلى أجزاء أخرى من العراق.
ركّز برنامج التعريب على نقل العرب إلى محيط حقول النفط في كردستان خاصة في كركوك. كانت الحكومة البعثية مسؤولة أيضا عن إخراج 70 ألف كردي على الأقل من النصف الغربي من الموصل مما جعل غرب الموصل منطقة عربية سنية كاملة. في سنجار في أواخر عام 1974 أمرت اللجنة السابقة للشؤون الشمالية بمصادرة الممتلكات وتدمير معظم القرى اليزيدية واستيطان السكان بالقوة في المدن الجماعية الإحدى عشرة التي تحمل أسماء عربية والتي شيدت من 30 إلى 40 كيلومترا شمالا أو جنوب سنجار أو أجزاء أخرى من العراق. هدمت ودُمّرت حوالي 137 قرية إيزيدية في هذه العملية. بالإضافة إلى ذلك عربت خمسة أحياء في مدينة سنجار في عام 1975. في العام نفسه أُخلي 413 مزارعا كرديا مسلما ومزارعا إيزيديا من أراضيهم من قبل الحكومة أو ألغيت عقودهم الزراعية وحل محلهم مستوطنون عرب. في شيخان في عام 1975 تعرضت 147 قرية من أصل 182 قرية للتشريد القسري في حين سلمت 64 قرية للمستوطنين العرب في السنوات التالية. ثم شيدت سبع مدن جماعية في شيخان لإيواء النازحين الأيزيديين والكرديين في القرى العربية.
كجزء من حملة الأنفال خلال الحرب الإيرانية العراقية دمر النظام البعثي العراقي صدام حسين ما بين 3000 إلى 4000 قرية وجلب مئات الآلاف من الأكراد ليصبحوا لاجئين أو يعاد توطينهم في جميع أنحاء العراق والآشوريين والتركمان. قُتل أو مات حوالي 100 ألف شخص خلال حملة الأنفال التي كثيرا ما تساوي التطهير العرقي والإبادة الجماعية. هذه الحملة الإجبارية للتعريب كانت محاولة لتحويل مدينة كركوك متعددة الأعراق تاريخيا بأغلبية كردية قوية إلى مدينة عربية. تركت العائلات الكردية بدون منازل بعد أن طردها جنود صدام العراقيون بقوة وبالتالي اضطروا للهجرة إلى مخيمات اللاجئين.
في عقد التسعينيات استؤنف توزيع الأراضي على المستوطنين العرب واستمر التوزيع حتى سقوط نظام البعث في عام 2003.

### التعريب الثقافي والسياسي
في التعدادين العراقيين لعامي 1977 و 1987 أجبر اليزيديون على التسجيل كعرب ومنذ منتصف السبعينيات من القرن الماضي كان التحدث بالكردية محظور. كما أجبر بعض الأكراد المسلمين على التسجيل كعرب في عام 1977.

## الأساس القانوني للتعريب
كان الأساس القانوني لتدابير التعريب البعثي هو قرار مجلس قيادة الثورة رقم 795 الصادر في عام 1975 والمرسوم رقم 358 لعام 1978. سمحت القبضة بمصادرة ممتلكات من أعضاء الحركة الوطنية الكردية في حين سمح هذا الأخير بإبطال سندات الملكية التي ينتمي إليها الأكراد المسلمون والأيزيديون وتأميم أراضيهم تحت سيطرة وزارة المالية العراقية وإعادة توطين المنطقة من قبل العائلات العربية.

## لاحقا
بعد سقوط نظام صدام عادت العديد من العائلات الكردية إلى كركوك. سياسات التكريد من قبل الحزب الديمقراطي الكردستاني والاتحاد الوطني الكردستاني بعد عام 2003 كانت تهدف إلى عكس الاتجاهات السابقة للتعريب مع الضغط على غير الأكراد للتحرك ولا سيما التأثير على الآشوريين والتركمان العراقيين مما أدى إلى مشاكل خطيرة بين الأعراق.

### خطط استفتاء كركوك
استفتاء كركوك يقرر ما إذا كانت المناطق الكردية داخل محافظات ديالى وكركوك وصلاح الدين ونينوى ستصبح جزءاً من إقليم كردستان العراق. كان من المقرر إجراء الاستفتاء في البداية في 15 نوفمبر 2007 ولكن تأخر أولا إلى 31 ديسمبر ثم ستة أشهر أخرى. أكد التحالف الوطني الكردستاني أن التأخير كان لأسباب فنية وليس لأسباب سياسية. وبما أن الانتخابات لم تجرى في أوائل ديسمبر 2008 فقد أُجلت مرة أخرى كجزء من اتفاق لتسهيل الانتخابات الإقليمية في 31 يناير 2009. لم يحدد بعد موعد جديد.
تنص المادة 140 من دستور العراق على أنه قبل إجراء الاستفتاء ينبغي اتخاذ تدابير لعكس سياسة التعريب التي اتبعتها إدارة صدام حسين خلال حملة الأنفال. عاد آلاف الأكراد إلى كركوك بعد غزو العراق سنة 2003. سيقرر الاستفتاء ما إذا كان قد عاد ما يكفي للمنطقة لتعتبر كردية.